# Arsène Apostolios
Arsène Apostolios ou Apostolis (en grec Ἀρσένιος Ἀποστόλιος ou Ἀποστόλης), est un lettré et copiste grec de la Renaissance, né à Candie (aujourd'hui Héraklion, Crète) en 1465, mort à Venise le 30 avril 1535. Il fut nommé archevêque de Malvoisie par le pape vers 1514.

## Biographie
Il est le fils de Michel Apostolios et d'une fille de Théodose, comte de Corinthe (Theodosios Komis Korinthios, de Malvoisie). Son prénom de naissance est Aristobule (Ἀριστόβουλος) et il ne prend celui d'Arsène qu'au moment de son accession à l'épiscopat (ce qui a conduit d'anciens auteurs à faire l'erreur de distinguer deux « frères », Aristobule et Arsène). Comme son père, réduit à la pauvreté après la prise de Constantinople par les Turcs (1453), il gagne sa vie en copiant des manuscrits : une cinquantaine connus actuellement lui sont attribués, dont trois seulement datés, le plus ancien du 31 mars 1489. Un contrat signé en Crète en avril 1492 montre qu'il collabore alors avec Janus Lascaris dans sa quête de manuscrits grecs pour la bibliothèque de Laurent de Médicis, étant alors diacre ; il séjourne dès cette époque à Florence, d'après une allusion qu'il fait dans une lettre postérieure. Quand Alde Manuce commence ses impressions grecques, en 1495, il est l'un de ses premiers collaborateurs avec Marcus Musurus : il compose une épigramme de quatre vers (intitulée Thesaurus Cornucopiæ et horti Adonis) pour un volume de grammairiens grecs sorti des Presses aldines en 1496. Vers la même époque, une édition de la Galéomyomachie de Théodore Prodrome, sortie des mêmes presses, sans date, comporte une préface signée par lui. Mais peu après il se brouille avec l'imprimeur et ils ont un procès.
Vers 1514, le pape Jules II le nomme archevêque de Malvoisie (protectorat de la république de Venise) pour les chrétiens de rite grec, avec l'appui du gouvernement vénitien. Une fois en fonction, il se déclare à la fois en communion avec l'Église catholique et le patriarche de Constantinople. Mais le patriarche orthodoxe Pacôme Ier déclare sa consécration invalide et l'exhorte par lettre à renoncer à son usurpation ; devant son refus, il l'excommunie (1509). Confronté à la population locale hostile, il doit abandonner la ville et retourner à Venise. Quelques années plus tard, Léon X nomme à sa place Marcus Musurus, qui meurt avant d'avoir rejoint son siège. Il retourne plus tard à Malvoisie, où il se trouve sûrement en 1527.
En 1521, il est à la tête d'un collège grec fondé alors à Florence, mais ne l'est plus en février 1525 quand sort de l'imprimerie florentine Giunta une édition d'Aristophane réalisée par Antonio Franchini : celui-ci rappelle dans sa préface la contribution apportée par Apostolios à l'ouvrage en évoquant son séjour au collège grec de la ville au passé.
Le 30 mars 1534, à Venise, il est nommé par le Conseil des Dix, avec l'appui du Saint-Siège, prédicateur à l'église Saint-Georges-des-Grecs, mais il suscite à nouveau l'hostilité de ses compatriotes fréquentant cette église en y faisant nommer deux prêtres catholiques. Il meurt un an plus tard, et est inhumé dans l'église, où un de ses neveux lui fait élever un tombeau.
Il a rédigé plusieurs préfaces à des éditions d'auteurs anciens auxquelles il a été associé. Il a aussi fait publier, à Rome en 1519 par Zacharie Kalliergis, un recueil d'apophthegmes de philosophes, de généraux, d'orateurs et de poètes tiré de l'Ἰωνιά (Champ de violettes) de son père Michel, qu'il a seulement complétée. Le volume contient aussi un petit dialogue de sa composition, entre un bibliophile, un libraire et le livre personnifié. Beaucoup, ensuite, lui ont simplement attribué le recueil (ainsi, Christian Waltz l'a reproduit, à Stuttgart en 1832, sous le titre Ἀρσενίου Ἰωνιά / Arsenii Violetum). Il a laissé aussi des lettres. Plusieurs textes, dont un choix de lettres, se trouvent dans la Bibliographie hellénique d'Émile Legrand (Paris, 1885).